# South Atikaki Provincial Park
South Atikaki Provincial Park (tidigare South Atikaki Park Reserve) är en provinspark i Manitoba i Kanada. Den ligger vid provinsens östra gräns, 175 km nordöst om Winnipeg. Parken gränsar till Manitoba-Ontario Interprovincial Wilderness Area som består av flera provinsparker på båda sidor om provinsgränsen.